# Carolina Kostner
Carolina Kostner (n. 8 februarie 1987, Bozen, Italia) este o patinatoare artistică italiană, medaliată olimpică. A participat la 4 ediții ale Jocurilor Olimpice (2006, 2010, 2014, 2018) în care a câștigat o medalie de bronz.